# Quint Asconi Pedià
Quint Asconi Pedià (en llatí: Quintus Asconius Pedianus) va ser un escriptor romà comentarista de Ciceró que va viure al segle i.
Va néixer l'any 3 o 2 aC, probablement a Pàdua. Va romandre cec a 73 anys durant el regnat de Vespasià, i va morir a 85 anys l'any 83 dC. Va deixar diversos escrits sobre Ciceró, dels quals es conserven parcialment cinc comentaris a discursos. Aquests comentaris estan aplegats sota el nom de Orationum Ciceronis quinque enarratio:
- Contra L. Pisonem
- Pro M. Scauro
- Pro Milone
- Pro Cornelio de maiestate
- In toga candida, comentari que és una crítica dirigida contra Gai Antoni Hibrida i Luci Sergi Catilina, del qual només en resten alguns fragments.

Uns comentaris a les Verrines atribuïts originalment a Asconi són en realitat obra d'un escriptor desconegut del segle v, conegut convencionalment com a Pseudo-Asconi. Encara va ser autor de tres obres més, avui perdudes:
- Contra obtrectatores Vergilii (Contra els detractors de Virgili)
- Vita Sallustii (Vida de Sal·lusti)
- Un tractat a imitació del Simposi platònic.

Els textos de Quint Asconi van ser descoberts per l'humanista Poggio Bracciolini en un còdex que hi havia a l'Abadia de Sankt Gallen avui dia destruït. N'existeixen tres còpies: una feta pel mateix Poggio, guardada a Madrid (Matritensis X. 81), la còpia feta per Zomini que està a la biblioteca Forteguerri de Pistoia (núm. 37 del catàleg) i una tercera còpia feta per Bartolommeo da Montelciano que està guardada a la biblioteca de Florència (núm. 54 del catàleg).